# 寮下萬善祠大眾爺廟
24°15′53″N 120°50′07″E / 24.264645°N 120.835142°E
寮下萬善祠大眾爺廟，位於臺灣臺中市東勢區東勢第一公墓，埋葬林爽文事件乾隆五十二年（1788年）與泰雅族作戰的林爽文軍戰死者。

## 沿革

### 建立緣由

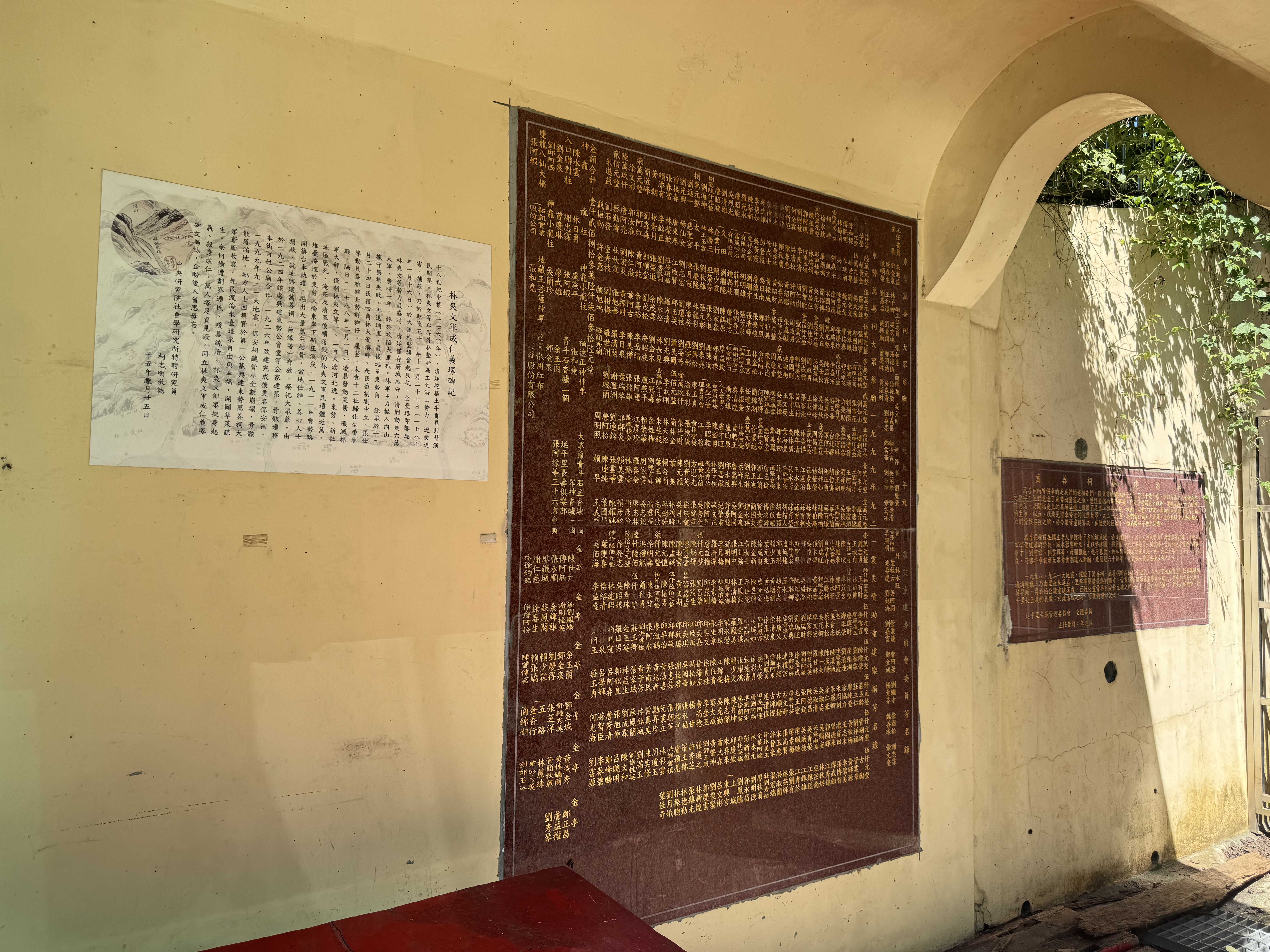
林爽文軍成仁義塚碑記與寮下萬善祠大眾爺廟沿革

豐原與東勢之間的豐勢路，過去因分類械鬥等原因沿路有大量合葬墓，如朴子口附近路邊有3座合葬墓。其中東蘭路與豐勢路598巷間大甲溪邊的東勢角下新庄（今東勢區東新里）埋葬乾隆五十二年十二月二十五日（1788年2月1日）被泰雅族南、北勢群殲滅於當地的林爽文軍。
1910年豐勢路建立台車軌道時，此些下新庄的遺骸挖出，由區長劉智蘭、富人朱學運、醫生劉阿生等7人各捐款日幣13圓，於1911年就地建成本堂7.5坪、拜亭3坪、右廂15坪的萬善祠收容。

### 首次遷建
1924年，因萬善祠原地要興建東勢公會堂，於是楊維才、劉阿水便籌資將骨骸遷往1公里外、原先只有1坪大的東勢本街萬善祠作合祀。為收容眾多骨骸，他們便向地主賴阿龍、劉東來借地，擴成正堂5.328 坪、左廂15.120坪、右廂15.120 坪，於1926年完成後更名「東勢本街保安祠」。
東勢本街保安祠祭祀日在農曆十一月十五日。東勢人對此祠崇敬，如多位民代、公職人員都認為曾得庇佑才能有服務鎮民的機會。一名李姓居民曾說九二一地震當夜，他忽然興起提早去夜釣而沒被房子壓死，認為是家旁的保安祠靈驗。

### 再次遷建

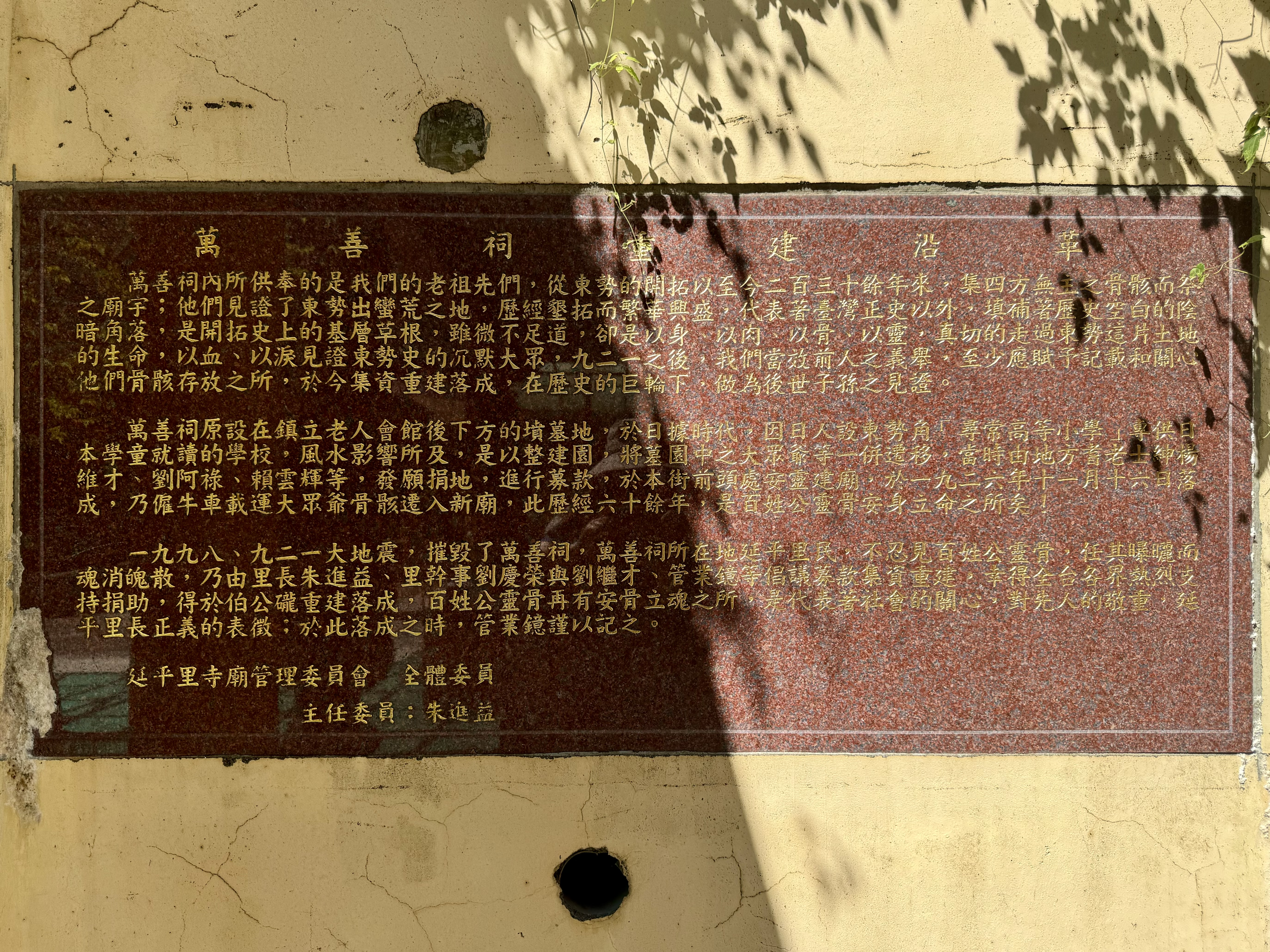
東勢本街保安祠重建沿革

九二一地震後，該年11月7日，陳玉峯於東勢鎮本街32號見到此祠人骨滾落滿地，決定替該祠歷史沿革的追溯。延平里里長朱進益主動雇工將內部上萬具骨骸分頭顱、四肢、及腐朽碎片、遺器等四部分裝於大桶內，暫存放於3個貨櫃內。對於東勢鎮公建議將這些骨骸全轉置在東勢鎮第一公墓納骨塔，廟委認為將無主骨骸和一般的骨骸同放一地，失去此祠當初設立的意義。2000年1月8日，信徒成立重建委員會。
由於保安祠原地主要求收回土地，因此無法當地重建。陳玉峯撰文主張此祠有歷史價值，獲總統李登輝請侍衛長撥電話關切此事。在里長朱進益募得新台幣7百多萬元經費後，於東勢第一公墓旁完成重建，於2003年8月23日辦落成典禮。祠內奉祀大眾爺、地藏王菩薩、土地公。

### 遺骨研究

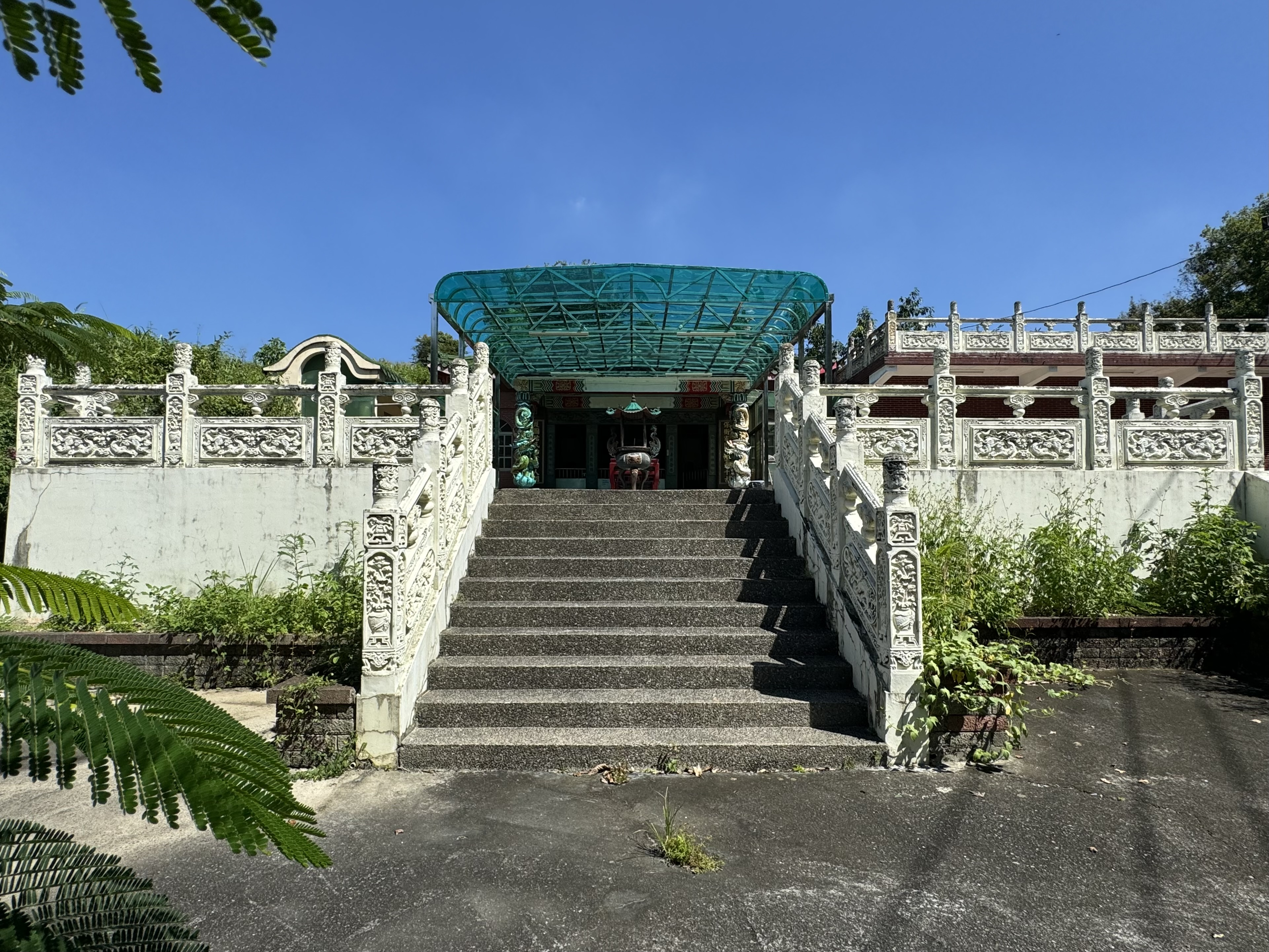
寮下萬善祠大眾爺廟入口

陳玉峯首先針對東勢本街保安祠約2萬具遺骨展開訪問調查，推定這些遺骨以清代、日治等時期為多。2002年3月，國立自然科學博物館人類學組主任何傳坤測量祠中的25具頭骨顱長、顱寬、顱高、耳上顱高等64項數據，發現不太屬於是當地客家族群，而屬於福建的漢人。
2023年9月1日，中央研究院社會學研究所特聘研究員柯志明在中央研究院演講，表示依據清朝宮廷檔案等記載，這些骨骸主要是來自被泰雅族殲滅於東勢的天地會林爽文民兵團。